# Talivittaticella sacculata
Talivittaticella sacculata är en mossdjursart som först beskrevs av Busk 1884.  Talivittaticella sacculata ingår i släktet Talivittaticella och familjen Catenicellidae. Inga underarter finns listade i Catalogue of Life.